# Wisseltonig
Wisseltonig is een term die gebruikt wordt om aan te geven dat een toets van accordeon-achtige muziekinstrumenten bij dichtgaande en opengaande balg een verschillende toon ten gehore brengt. Voorbeelden van wisseltonige instrumenten zijn:
- bandoneon
- trekzak
- sommige typen concertina
- mondharmonica